# مسييه 5

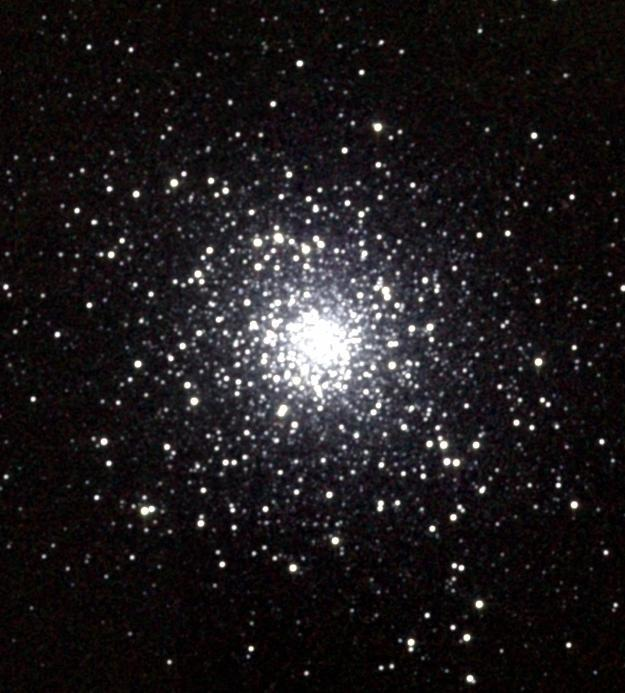
مسييه 5

مسييه 5 هي عبارة عن تجمع كروي يقع في كوكبة الثعبان.و يعتبر هذا العنقود النجمي من التجمعات الكروية القليلة التي تشاهد في شكل بيضوي أو اهليجي. وهذا التجمع يتعقد انه واحد من أقدم التجمعات الكروية حيث يبلغ عمرها حوالي 13 مليار سنه. تقع على بعد 24.5 سنه ضوئية من الكرة الأرضية ويبلغ قطرها حوالي 130 سنة ضوئية، ومقدار لمعانه 5.6+

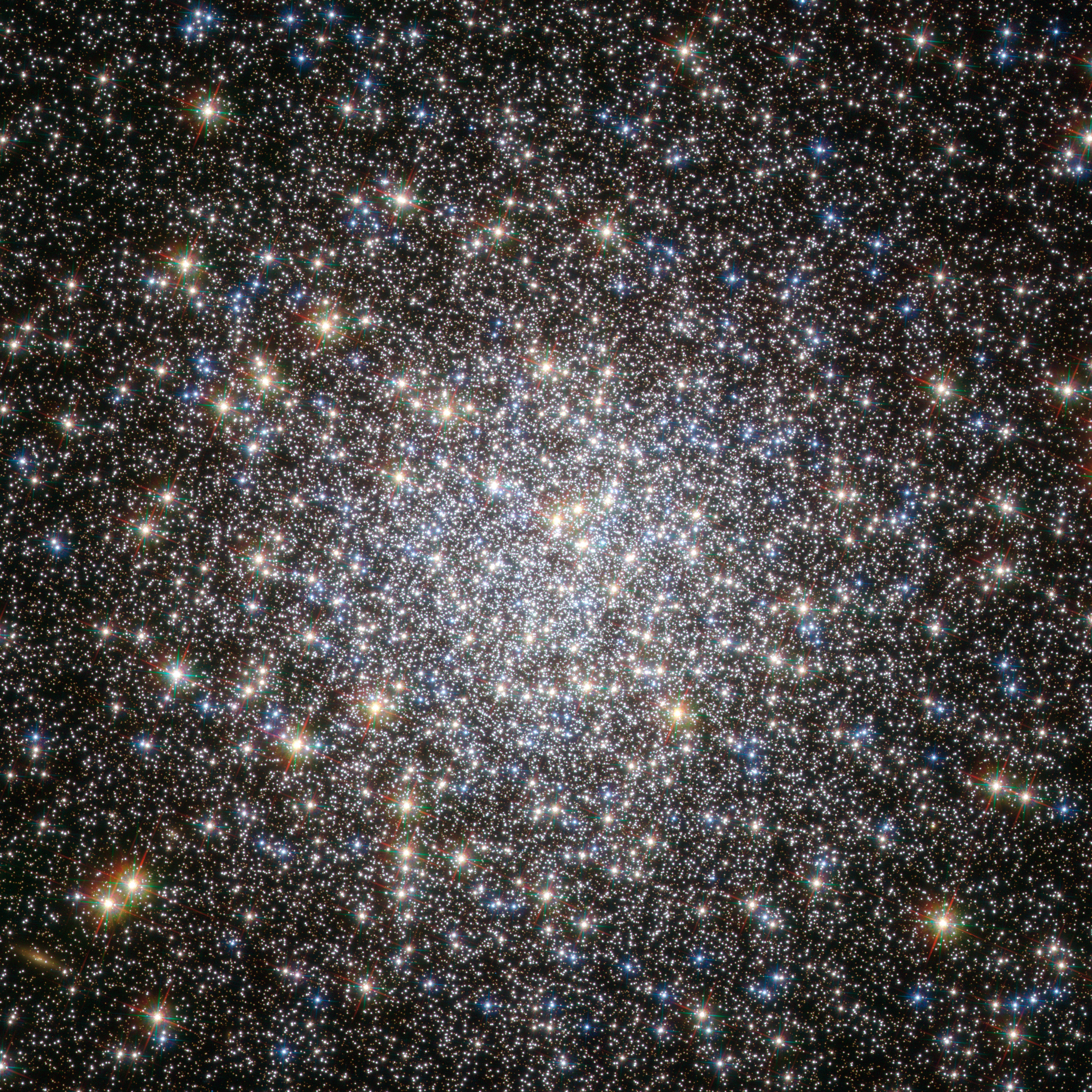
مسييه 5

## الأكتشاف والرؤية
يعتبر مسييه 5 في ظل ظروف جيدة للغاية، حيث يمكن رؤيته بالعين المجردة كـ «نجم» خافت بواسطة المناظير أو التلسكوبات الصغيرة تحل الجسم على أنه غير نجمي ستظهر التلسكوبات الأكبر حجماً بعض النجوم الفردية، وبعضها ساطع مثل حيث يبلغ القدر الظاهري 10.6+. أكتشفه عالم الفلك الألماني غوتفريد كيرش عام 1702 عندما كان يراقب مذنباً. ولاحظه شارل ميسييه في عام 1764، كان يعتقد مسييه بأن العنقود سديم. ويعتبر عالم الفلك البريطاني الشهير ويليام هيرشل كان أول من حلل النجوم الفردية في العنقود في عام 1791، وبلغ عددهم 200 تقريباً

## نجوم بارزة في العنقود
عند دراسة العنقود على مدار السنين تم أكتشاف 105نجم متغيرة في السطوع، 97 منها تنتمي إلى نوع متغيرات (RR) القيثارة. وتعتبر نجوم متغيرات (RR) القيثارة، التي يشار إليها أحياناً بأسم «المتغيرات العنقودية» مشابهة إلى حد ما لمتغيرات النوع متغير قيفاوي، وبالتالي يمكن أستخدامها كأداة لقياس المسافات في الفضاء الخارجي نظراً لأن العلاقة بين لمعانها وفتراتها معروفة جيدًا. يتنوع المتغير الأكثر سطوعًا والأكثر سهولة في M5 من الحجم 10.6 إلى 12.1 في فترة تقل قليلاً عن 26.5 يومًا.
كما لوحظ وجود مستعر قزم في هذه المجموعة.

## أنظر أيضاً
. مسييه 33
. مسييه 44
. مسييه 20
. مسييه 4
. مسييه 45
1. 1 2 3  William E. Harris (1996). "A catalog of parameters for globular clusters in the Milky Way". The Astronomical Journal (بالإنجليزية). 112 (4): 1487. Bibcode:1996AJ....112.1487H. DOI:10.1086/118116. ISSN:0004-6256. QID:Q28739509.